# Wiesław Szweda
Wiesław Szweda (ur. 2 marca 1954 w Rybniku) – polski polityk, ekonomista, poseł na Sejm II i III kadencji.

## Życiorys
Ukończył w 1981 studia na Wydziale Przemysłu Akademii Ekonomicznej w Katowicach. Pracował jako inspektor do spraw normowania pod ziemią. Z ramienia Sojuszu Lewicy Demokratycznej w latach 1993–2001 sprawował mandat posła na Sejm II i III kadencji. W 2001 nie został ponownie wybrany. Przez ponad dwa lata pracował w KWK „Zofiówka” jako kierownik działu kontroli, następnie objął stanowisko wicedyrektora w Jastrzębskiej Spółce Węglowej. W 2006 bez powodzenia z listy Lewicy i Demokratów ubiegał się o mandat radnego Jastrzębia-Zdroju. W 2022 związał się ze Stowarzyszeniem Lewicy Demokratycznej.